# Bolesław Piecha

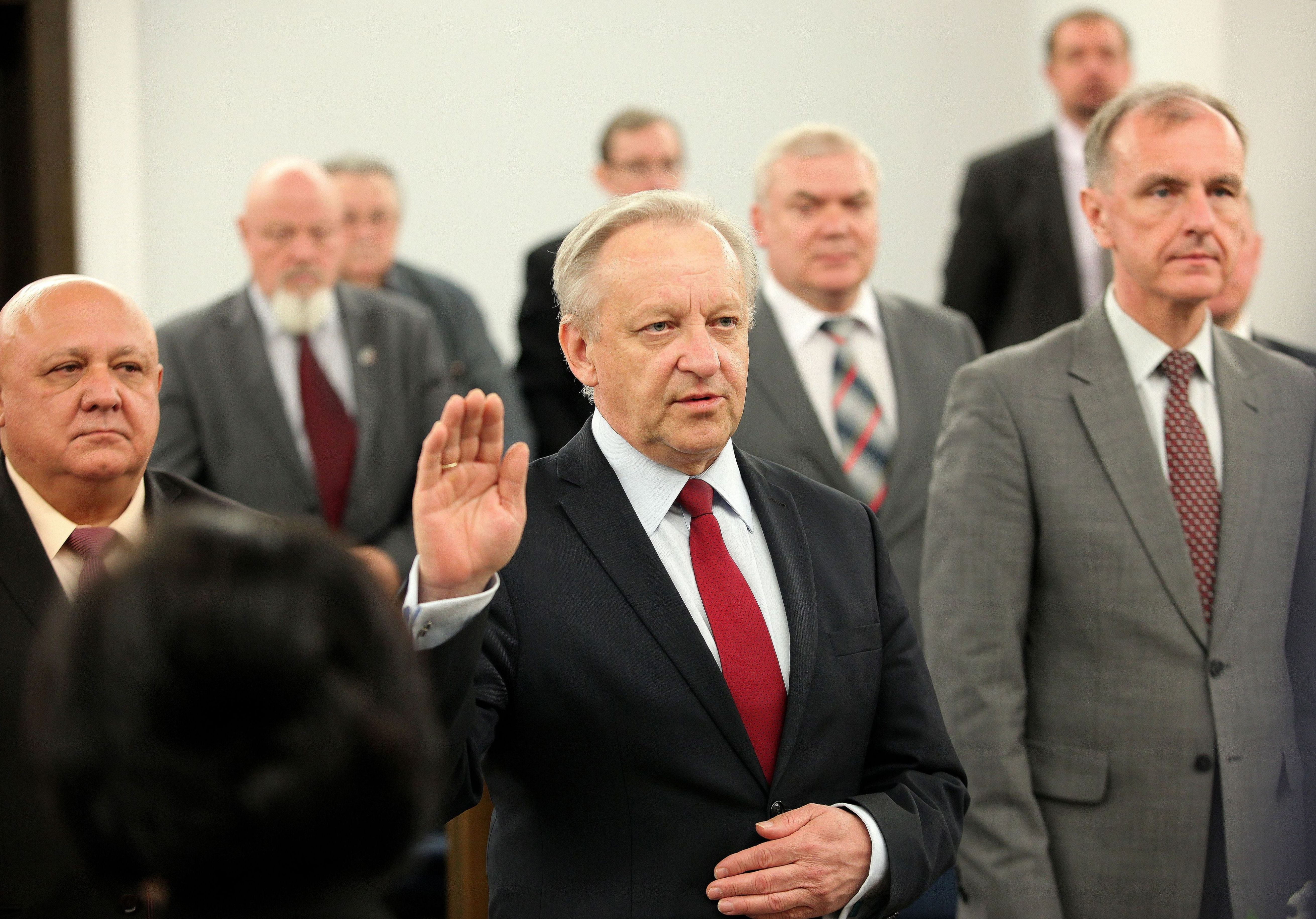
Ślubowanie w Senacie RP 24 kwietnia 2013

Bolesław Grzegorz Piecha (ur. 19 września 1954 w Rybniku) – polski polityk, lekarz ginekolog, poseł na Sejm IV, V, VI, VII, IX i X kadencji (2001–2013, od 2019), w latach 2005–2007 sekretarz stanu w Ministerstwie Zdrowia, senator VIII kadencji (2013–2014), deputowany do Parlamentu Europejskiego VIII kadencji (2014–2019).

## Życiorys
W 1983 ukończył studia na Wydziale Lekarskim Śląskiej Akademii Medycznej w Katowicach, odbył później studia podyplomowe w zakresie zarządzania i ekonomiki służby zdrowia w Akademii Ekonomicznej w Katowicach.
W latach 1983–1984 pracował jako lekarz w Górniczym Zespole Opieki Zdrowotnej w Jastrzębiu-Zdroju. Od 1984 do 1996 był lekarzem w Zespole Opieki Zdrowotnej w Rybniku. W latach 1997–2001 pełnił funkcję dyrektora Wojewódzkiego Szpitala Specjalistycznego nr 3 w Rybniku. W latach 1994–1998 był wiceprzewodniczącym rady miasta Rybnika.
W latach 1964–1968 należał do Związku Harcerstwa Polskiego. W latach 1981–1982 działał w Niezależnym Zrzeszeniu Studentów Śląskiej Akademii Medycznej. Od 1989 jest członkiem NSZZ „Solidarność”. Jest autorem kilkudziesięciu publikacji w polskich i zagranicznych czasopismach medycznych.
W latach 90. na łamach gazetki wydawanej przy parafii Bożego Ciała i Świętej Barbary w Rybniku-Niewiadomiu przyznał się do przeprowadzania aborcji oraz zadeklarował przemianę swoich poglądów w tej kwestii. W lipcu 2007 potwierdził raz jeszcze swoją przeszłość na łamach „Gościa Niedzielnego”, a w październiku także w tygodniku „Niedziela”. Przyznał się do dokonania około 1000 aborcji. Później rozpoczął działalność w środowiskach ruchów pro-life.
W wyborach parlamentarnych w 2001 został wybrany na posła na Sejm IV kadencji w okręgu wyborczym nr 30. Ponownie uzyskał mandat w wyborach w 2005 z wynikiem 23 887 głosów. Od 2 listopada 2005 do 21 listopada 2007 pełnił funkcję sekretarza stanu w Ministerstwie Zdrowia. W wyborach parlamentarnych przeprowadzonych 21 października 2007 został po raz trzeci posłem, uzyskując w okręgu rybnickim 44 052 głosy. W Sejmie powołano go na stanowisko przewodniczącego Komisji Zdrowia. W 2009 bez powodzenia kandydował do Parlamentu Europejskiego. W wyborach w 2011 z powodzeniem ubiegał się o reelekcję, dostał 34 520 głosów.
W wyniku wyborów uzupełniających do Senatu w okręgu wyborczym nr 73 w 2013 uzyskał mandat senatora, zdobywając 7769 głosów – tym samym stracił mandat posła. Ślubowanie złożył 24 kwietnia 2013. Z ramienia PiS kandydował następnie w wyborach do Parlamentu Europejskiego w 2014, uzyskując mandat europosła VIII kadencji i tracąc tym samym mandat senatorski. W 2019 nie uzyskał reelekcji na kolejną kadencję PE. W wyborach parlamentarnych w tym samym roku kandydował jako lider listy PiS w okręgu nr 30, otrzymując 38 809 głosów i uzyskując ponownie mandat poselski. Również w 2023 z powodzeniem ubiegał się o reelekcję z wynikiem 32 427 głosów.
Ma brata Wojciecha, również polityka.